# Clara Halter

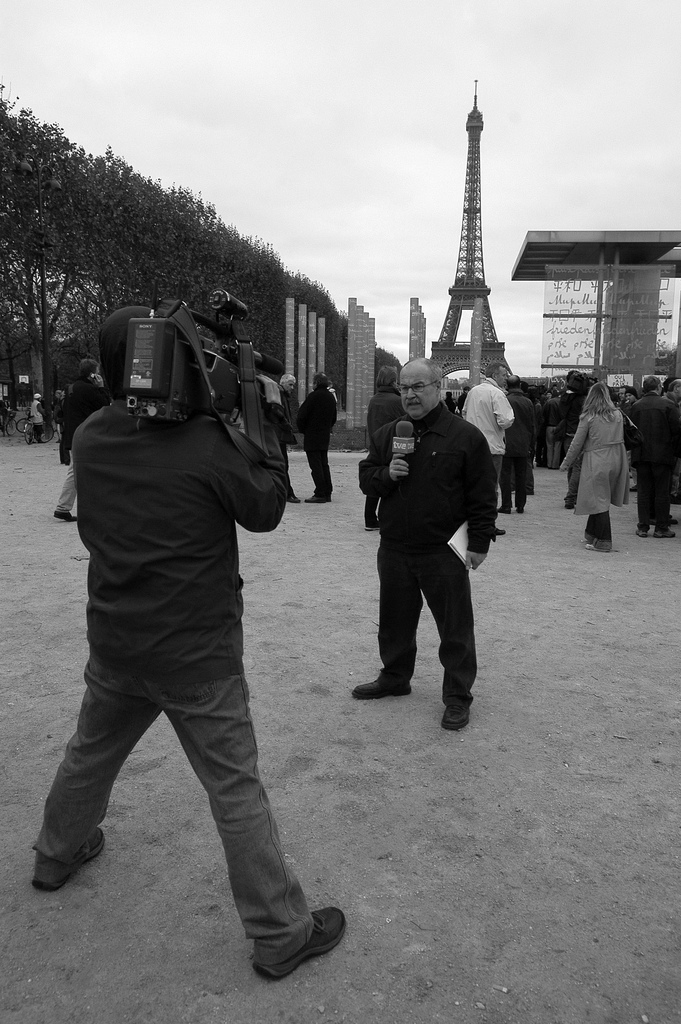
Imagen del Campo de Marte, donde puede verse el Muro por la Paz

Clara Halter (París, 1 de mayo de 1942-ibídem, 30 de octubre de 2017) fue una escultora francesa.
En colabasc,l,ón con el arquitecto Jean-Michel Wilmotte, diseñó en 2000 el Muro por la Paz (del francés: Mur pour la Paix), que fue instalado en la explanada del Campo de Marte de París. 
Se casó con el artista Marek Halter.

## Obras
Entre las obras de Clara Halter destacan: 
- Las tiendas de la paz - Les Tentes de la paix; en Sherover & Hass Promenade, frente al Monte de los Olivos,  Israel.[3]
- el  Muro por La Paz  (del francés: Mur pour la Paix). El monumento fue  instalado en la explanada del Campo de Marte de París en 2000.